# Muzinga FC
Muzinga Football Club hay gọi tắt Muzinga là một câu lạc bộ bóng đá Burundi đến từ Bujumbura. Sân nhà của họ là Sân vận động Hoàng tử Louis Rwagasore có sức chứa 22.000 chỗ ngồi.
Đội bóng hiện tại thi đấu ở Giải bóng đá ngoại hạng Burundi, giải đấu cao nhất của bóng đá Burundi.

## Danh hiệu
- Giải bóng đá ngoại hạng Burundi: 1

2002